# Archivo Histórico Provincial de Badajoz

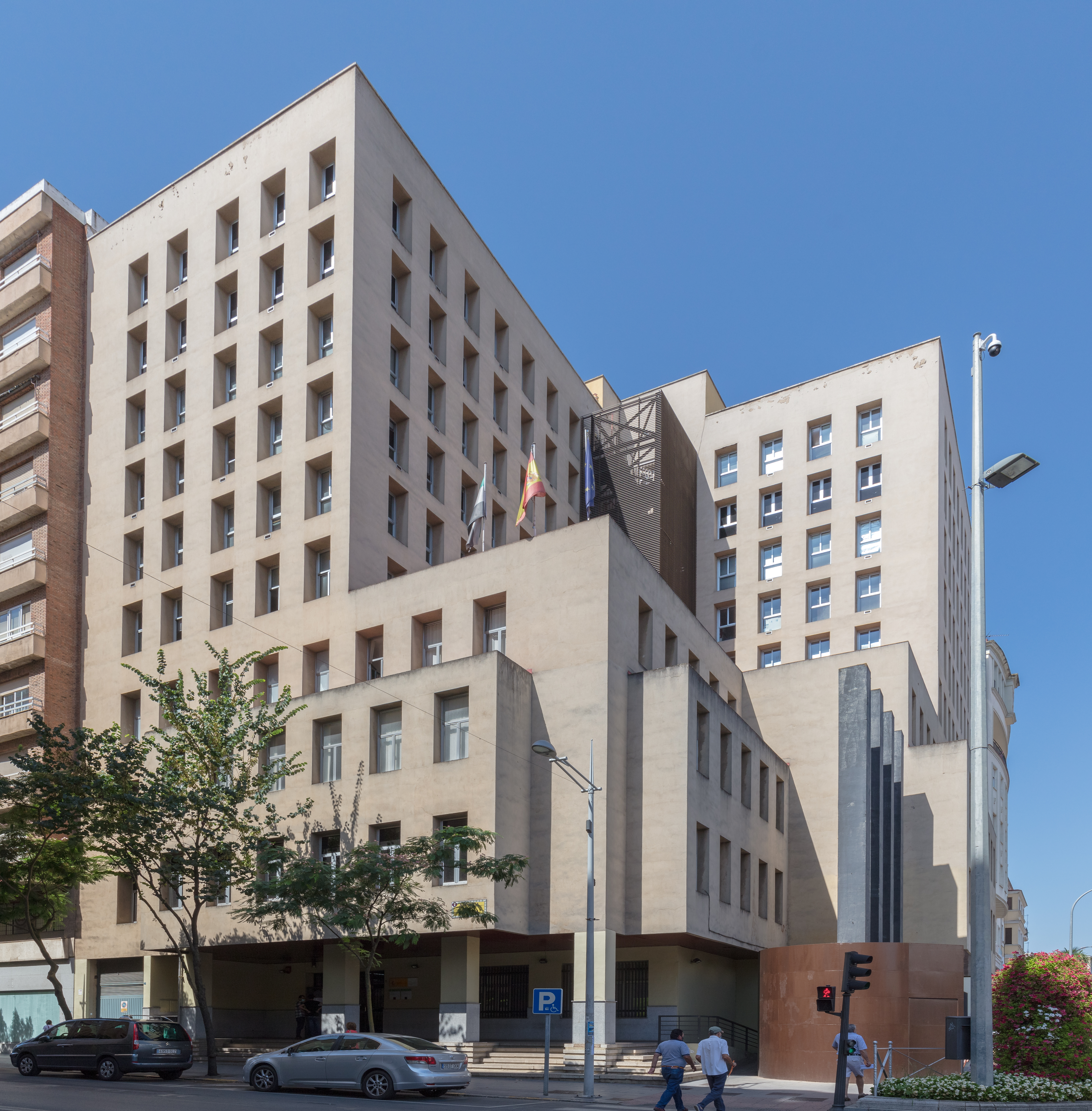
Vista del edificio.

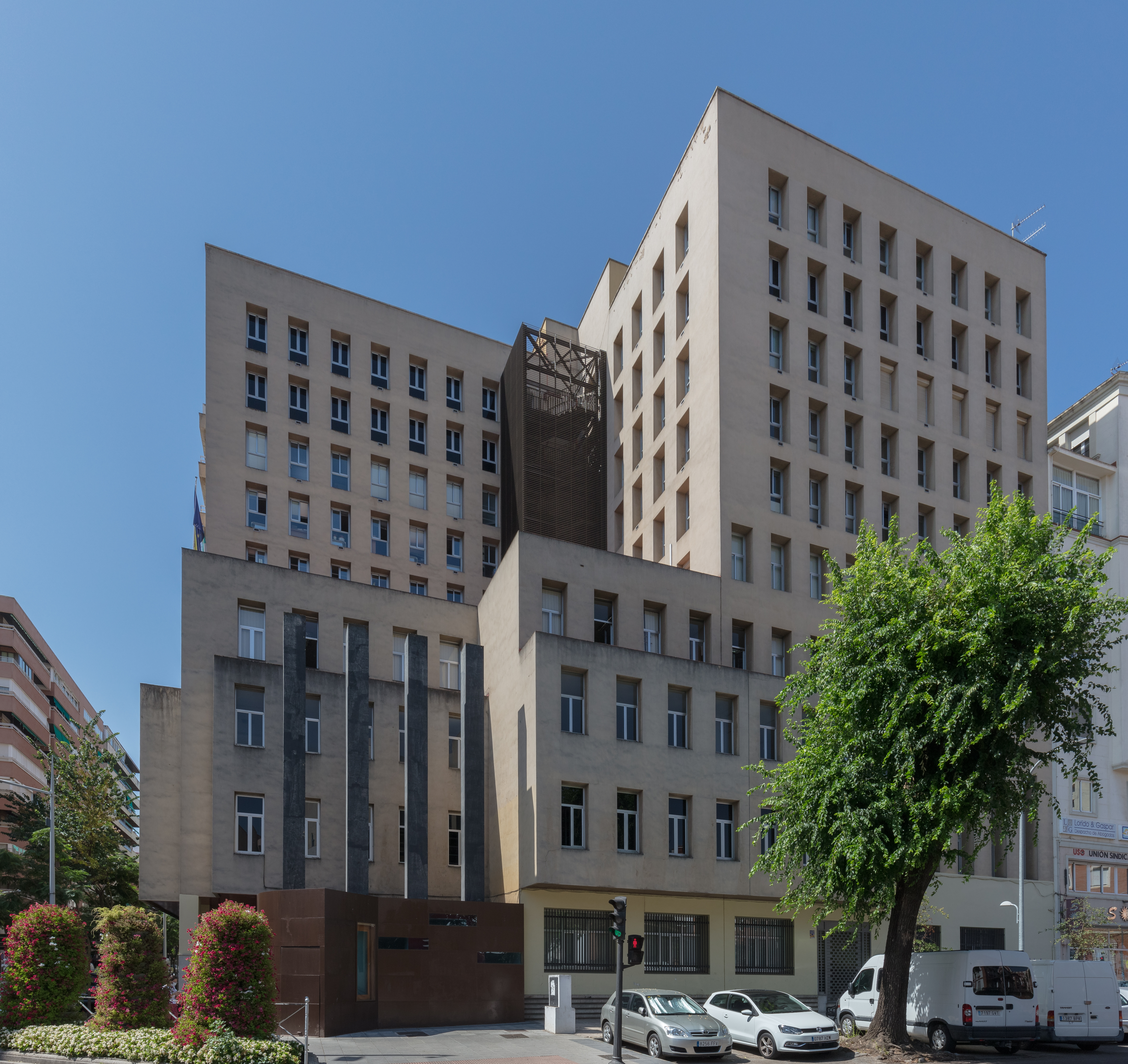
Vista desde otro ángulo.

El Archivo Histórico Provincial de Badajoz fue creado por orden ministerial del antiguo Ministerio de Educación Nacional el 11 de marzo de 1944 con el objetivo de reunir los protocolos centenarios de los notarios y otros fondos que solo sean de «ámbito provincia»l. Desde su creación estuvo vinculado a la «Dirección General de Archivos y Bibliotecas» del Ministerio de Educación Nacional que más adelante se llamaría Ministerio de Educación, Cultura y Deporte. Está ubicado en Badajoz, provincia de la comunidad autónoma de Extremadura.

## Itinerario de sedes
El itinerario recorrido por el «Archivo» ha sido largo y lleno de vicisitudes. En un principio los fondos fueron a una habitación de la Audiencia Provincial de Badajoz pero el edificio pertenecía al Ayuntamiento de Badajoz pero la situación seguía siendo muy precaria por lo que en 1945 la Diputación Provincial de Badajoz proporcionó unos locales de su propia sede, en la calle Felipe Checa, para archivar los fondos notariales que eran bastante abundantes los del distrito de Badajoz y muy escasos los de Olivenza. Este local también era inadecuado para las necesidades y en 1959, debido a unas obras de ampliación de estos servicios provinciales, el Archivo se trasladó a un par de salas del «Instituto Provincial de Segunda Enseñanza», en las que también se alojaba la biblioteca pública. Tampoco así se solucionó el problema.
En una sesión plenaria de la Diputación de Badajoz se llegó al acuerdo de ceder una nave en un edificio que formaba parte del Hospital Provincial, a donde se trasladaron los fondos documentales en febrero de 1967 y allí permanecieron hasta diciembre de 1979. En enero de 1980 el «Archivo» se instaló en un edificio nuevo en la Avenida de Europa y que se construyó para Casa de Cultura, siendo hasta el momento actual su sede. Si bien la organización de los fondos es competencia de la Comunidad Autónoma de Extremadura el Estado mantiene la propiedad del edificio y la titularidad de los fondos.

## Contexto cultural de la ubicación
El Archivo está situado en el centro de la ciudad por lo que está bien comunicado y es una zona de paso importante. Comparte edificio con oficinas de la Consejería de Educación. Muy cerca de su ubicación están diversos centros culturales como el Museo Extremeño e Iberoamericano de Arte Contemporáneo o el Teatro López de Ayala, el Archivo del Obispado y el Archivo Municipal lo que facilita el trabajo al investigador.